# Hell Cab
Hell Cab es un videojuego de aventuras de 1993 desarrollado por Digital Fusion y publicado por Time Warner en 1993 para Macintosh y Windows.

## Sinopsis
En Hell Cab el jugador controla a un viajero que estaba a punto de abordar un avión en el aeropuerto JFK cuando llegó un anuncio de que el avión estaba retrasado. El hombre decide dar un paseo en taxi por Nueva York. Desafortunadamente, su conductor resulta ser el siervo del mismísimo Satanás. Como el viajero no tiene dinero para pagar el billete del taxi, el conductor hace un trato con él: tiene que viajar a varias épocas si quiere recuperar su alma.

## Jugabilidad
Hell Cab es esencialmente una colección de secuencias de acción unidas por escenas. La trama lleva al protagonista a la antigua Roma, la era Jurásica y otros lugares y épocas. Las secuencias de acción incluyen lucha con espadas, disparos, carreras y otros tipos de minijuegos.

## Desarrollo
Desarrollado por Pepe Moreno, el juego estaba pensado como una obra maestra tanto para Time Warner como para Moreno. En ese momento, Time Warner Interactive Group (anteriormente Warner New Media) estaba desarrollando, adquiriendo y distribuyendo títulos en CD-ROM para el mercado de consumo. Este fue el primer juego de Jules Urbach, realizado cuando sólo tenía 18 años, y se convirtió en uno de los primeros juegos en CD-ROM jamás creados. Al comenzar su carrera en el arte y el cómic, Moreno vio el potencial de los medios interactivos como expresión de verdadera creatividad.

## Recepción
Computer Gaming World en noviembre de 1993 criticó el CD "muy lento" de Hell Cab y la velocidad de transmisión de QuickTime, afirmando que los retrasos interrumpieron la inmersión. La revista describió el software como "más como un libro de visitas interactivo y un programa de variedades agrupados en uno" que como un juego, y concluyó con la esperanza de que a medida que la tecnología mejore "Moreno podrá crear un mundo de imágenes y sonidos que realmente entretengan y ofrecer una inmersión más fluida en su visión creativa". En abril de 1994, la revista dijo que Hell Cab era "un caso de combinación de nueva tecnología con un diseño de juego antiguo... estábamos enamorados de los gráficos, pero no encantados con parte del juego". PC Mag escribió que era un "regalo tentador". En una revisión de página completa, Score le dio al juego una calificación del 61%. Variety determinó que era el más comentado de todos los nuevos lanzamientos en enero de 1993. Wired consideró que algunas de las animaciones y la música del juego eran demasiado repetitivas. En una revisión retrospectiva, The Obscuritory caracterizó la "linealidad vertiginosa y de tono" del juego como una reminiscencia de una atracción en un parque temático.